# Prisoners of the Ghostland
Prisoners of the Ghostland ist ein Horrorfilm und Action-Thriller von Sion Sono, der Ende Januar 2021 beim Sundance Film Festival seine Premiere feierte und im September 2021 in die US-Kinos kam.

## Handlung
Ein berüchtigter Verbrecher wurde in die Grenzstadt Samurai Town beordert. Er wurde aus dem Gefängnis entlassen, um die entführte Enkelin eines reichen Kriegsherrn aufzuspüren und zu befreien. Sie soll in einem dunklen übernatürlichen Universum namens "Ghostland" verschwunden und dort gefangenen gehalten sein.

## Produktion
Regie führte Sion Sono. Das Drehbuch schrieben Aaron Hendry und Reza Sixo Safai.
In den Hauptrollen sind Nicolas Cage, Sofia Boutella, Nick Cassavetes, Bill Moseley, Tak Sakaguchi und Yuzuka Nakaya zu sehen.
Die Filmmusik komponiert Joseph Trapanese. Das Soundtrack-Album mit insgesamt 13 Musikstücken wird am 17. September 2021 von Milan Records Records als Download veröffentlicht.
Eine erste Vorstellung erfolgte am 31. Januar 2021 beim Sundance Film Festival. Im August 2021 wurde der erste Trailer veröffentlicht. Der Film kam am 10. September 2021 in ausgewählte US-Kinos und sollte am gleichen Tag als Video-on-Demand und auf digitalen Plattformen veröffentlicht werden.

## Rezeption
Der Film bekam überwiegend positive Kritiken.